# Richard Harris
Richard St John Harris (født 1. oktober 1930, død 25. oktober 2002) var en irsk skuespiller, sanger, instruktør og forfatter. Han medvirkede i en lang række film fra slutningen af 1950'erne og frem til sin død i 2002. Blandt hans mere kendte roller er rollen som Kong Arthur i filmen Camelot fra 1967 og som professor Albus Dumbledore i Harry Potter og hemmelighedernes kammer og Harry Potter og de vises sten. Han har endvidere spillet hovedrollen som John Morgan i Manden de kaldte Hest og de senere film i denne serie og som English Bob i De nådesløse. Han blev castet til vidt forskellige roller, for eksempel Sulla i Julius Cæsar, Dr. Andreas Tork i Frøken Smillas fornemmelse for sne og ikke mindst Marcus Aurelius i storfilmen Gladiator.
I 1970'erne havde han helterollen i thrillerne Møde i rum Sø (originaltitel Golden Rendevous) og Cassandra-broen (originaltitel The Cassandra Crossing) samt en af de større roller i de vilde gæs. Han havde i 1961 en mindre rolle i Navarones Kanoner, der, ligesom førnævnte Møde i rum sø, var baseret på en roman af Alistair MacLean.
I 1968 havde han et hit med melodien MacArthur Park.
Han opnåede at blive nomineret til to Oscars for bedste mandlige hovedrolle for sine roller i This Sporting Life (1963) og Manden fra Amerika (1990).

## Filmografi

### Film
| År   | Titel                                    | Rolle                              | Noter                                       |
| ---- | ---------------------------------------- | ---------------------------------- | ------------------------------------------- |
| 1959 | Alive and Kicking                        | Lover                              |                                             |
| 1959 | Shake Hands with the Devil               | Terence O'Brien                    |                                             |
| 1959 | The Wreck of the Mary Deare              | Higgens                            |                                             |
| 1960 | A Terrible Beauty                        | Sean Reilly                        |                                             |
| 1961 | The Guns of Navarone                     | Squadron Leader Barnsby RAAF       |                                             |
| 1961 | The Long and the Short and the Tall      | Corporal Edward "Johnno" Johnstone |                                             |
| 1962 | Mutiny on the Bounty                     | Seaman John Mills                  |                                             |
| 1963 | This Sporting Life                       | Frank Machin                       |                                             |
| 1964 | Red Desert                               | Corrado Zeller                     |                                             |
| 1965 | The Heroes of Telemark                   | Knut Straud                        |                                             |
| 1965 | Major Dundee                             | Capt. Benjamin Tyreen              |                                             |
| 1966 | The Bible: In The Beginning              | Cain                               |                                             |
| 1966 | Hawaii                                   | Rafer Hoxworth                     |                                             |
| 1967 | Caprice                                  | Christopher White                  |                                             |
| 1967 | Camelot                                  | King Arthur                        |                                             |
| 1970 | The Molly Maguires                       | Detective James McParlan           |                                             |
| 1970 | A Man Called Horse                       | John Morgan                        |                                             |
| 1970 | Cromwell                                 | Oliver Cromwell                    | [ 2 ]                                       |
| 1971 | Bloomfield                               | Eitan                              | Also director and additional writer         |
| 1971 | Man in the Wilderness                    | Zachary Bass                       |                                             |
| 1973 | The Deadly Trackers                      | Sheriff Sean Kilpatrick            |                                             |
| 1974 | 99 and 44/100% Dead                      | Harry Crown                        |                                             |
| 1974 | Juggernaut                               | Lt. Cmdr. Anthony Fallon           |                                             |
| 1976 | Echoes of a Summer                       | Eugene Striden                     | Also executive producer                     |
| 1976 | Robin and Marian                         | Richard Løvehjerte                 |                                             |
| 1976 | The Return of a Man Called Horse         | Lord John Morgan                   | Also executive producer                     |
| 1976 | The Cassandra Crossing                   | Dr. Jonathan Chamberlain           |                                             |
| 1977 | Gulliver's Travels                       | Gulliver                           |                                             |
| 1977 | Orca: The Killer Whale                   | Captain Nolan                      |                                             |
| 1977 | Golden Rendezvous                        | John Carter                        |                                             |
| 1978 | The Wild Geese                           | Capt. Rafer Janders                |                                             |
| 1979 | Ravagers                                 | Falk                               |                                             |
| 1979 | Game for Vultures                        | David Swansey                      |                                             |
| 1980 | The Last Word                            | Danny Travis                       |                                             |
| 1981 | Tarzan, the Ape Man                      | James Parker                       |                                             |
| 1981 | Your Ticket Is No Longer Valid           | Jason                              |                                             |
| 1982 | Triumphs of a Man Called Horse           | John Morgan                        |                                             |
| 1984 | Highpoint                                | Lewis Kinney                       |                                             |
| 1985 | Martin's Day                             | Martin Steckert                    |                                             |
| 1988 | Strike Commando 2                        | Vic Jenkins                        |                                             |
| 1990 | King of the Wind                         | Kong George II                     |                                             |
| 1990 | Mack the Knife                           | Mr. Peachum                        |                                             |
| 1990 | The Field                                | 'Bull' McCabe                      |                                             |
| 1992 | Patriot Games                            | Paddy O'Neil                       |                                             |
| 1992 | Unforgiven                               | English Bob                        |                                             |
| 1993 | Wrestling Ernest Hemingway               | Frank                              |                                             |
| 1994 | Silent Tongue                            | Prescott Roe                       |                                             |
| 1995 | Cry, the Beloved Country                 | James Jarvis                       |                                             |
| 1996 | Trojan Eddie                             | John Power                         |                                             |
| 1997 | Savage Hearts                            | Sir Roger Foxley                   |                                             |
| 1997 | Smilla's Sense of Snow                   | Dr. Andreas Tork                   |                                             |
| 1997 | This Is the Sea                          | Old Man Jacobs                     |                                             |
| 1998 | The Barber of Siberia                    | Douglas McCraken                   |                                             |
| 1999 | To Walk with Lions                       | George Adamson                     |                                             |
| 1999 | Grizzly Falls                            | Old Harry                          |                                             |
| 2000 | Gladiator                                | Marcus Aurelius                    |                                             |
| 2001 | The Pearl                                | Dr. Karl                           |                                             |
| 2001 | My Kingdom                               | Sandeman                           |                                             |
| 2001 | Harry Potter and the Philosopher's Stone | Professor Albus Dumbledore         |                                             |
| 2002 | The Count of Monte Cristo                | Abbé Faria                         |                                             |
| 2002 | Harry Potter and the Chamber of Secrets  | Professor Albus Dumbledore         | Posthum udgivelse, sidste filmoptræden      |
| 2004 | Kaena: The Prophecy                      | Opaz                               | Stemme; Posthum udgivelse, sidste filmrolle |

### Tv
| År   | Titel                        | Rolle                  | Note                          |
| ---- | ---------------------------- | ---------------------- | ----------------------------- |
| 1958 | ITV Play of the Week         | Michael O'Riordan      | Episode: "The Iron Harp"      |
| 1958 | ITV Television Playhouse     | Dan Galvin             | Episode: "Rest in Violence"   |
| 1958 | The DuPont Show of the Month | Performer              | Episode: "The Hasty Heart"    |
| 1960 | Armchair Theatre             | Major Gaylord          | Episode: "Come in Razor Red"  |
| 1960 | The Art Carney Special       | Performer              | Episode: "Victory"            |
| 1971 | The Snow Goose               | Philip Rhayader        | Television movie              |
| 1982 | Camelot                      | King Arthur            | Television movie              |
| 1985 | Maigret                      | Jules Maigret          | Television movie              |
| 1993 | Abraham                      | Abraham                | Television movie              |
| 1995 | The Great Kandinsky          | Ernest Kandinsky       | Television movie              |
| 1997 | The Hunchback                | Dom Frollo             | Television movie              |
| 2000 | The Apocalypse               | John                   | Television movie              |
| 2003 | Julius Caesar                | Lucius Cornelius Sulla | 2 episodes Posthumous release |

### Teater
| År                       | Titel    | Rolle       | Scene                                                                 |
| ------------------------ | -------- | ----------- | --------------------------------------------------------------------- |
| Begyndelsen af 1970'erne | Becket   | Usikkert    | Haymarket Theatre, London                                             |
| 1981–1985                | Camelot  | King Arthur | Old Vic Theatre, London Winter Garden Theatre, Broadway National Tour |
| 1990                     | Henry IV | Henry IV    | Wyndham's Theatre, London                                             |